# Timo Cavelius
Timo Cavelius (ur. 17 października 1996) – niemiecki judoka. Olimpijczyk z Paryża 2024, gdzie zajął siedemnaste miejsce w wadze półśredniej.
Uczestnik mistrzostw świata w 2023, 2024 i 2025, a także zdobył medal w drużynie. Startował w Pucharze Świata w latach: 2018-2020, 2022, 2023 i 2025. Brązowy medalista mistrzostw Europy w 2025 w drużynie. Mistrz kraju w 2023; drugi w 2020, 2021 i 2022; trzeci w 2019 roku.

## Letnie Igrzyska Olimpijskie 2024
| Konkurencja | Eliminacje        | Klas. końcowa |
| Konkurencja | Przeciwnik I      | Miejsce       |
| ----------- | ----------------- | ------------- |
| 81 kg       | Sagi Muki (ISR) P | 17.           |